# Das Grauen aus der Tiefe (1955)
Das Grauen aus der Tiefe (Originaltitel: It Came from Beneath the Sea) ist ein US-amerikanischer Monsterfilm von Robert Gordon aus dem Jahre 1955.

## Handlung
Bei einer routinemäßigen Patrouillenfahrt wird das Atom-U-Boot von Kommandant Pete Mathews plötzlich von einem unbekannten Objekt angegriffen, kann sich aber in den nächsten Hafen retten. Die Meeresbiologen Lesley Joyce und John Carter dürfen das U-Boot untersuchen und entdecken am Rumpf die Spuren eines Riesenkraken. Die Marine schenkt den Erklärungen zuerst keinen Glauben. Während die Wissenschaftler weitere Untersuchungen anstellen, kommen sich Pete und Lesley näher. Als weitere Schiffe aus unerklärlichen Gründen verschwinden, erhärtet sich der Verdacht eines Riesenkraken, der durch Atomtests aus seinem natürlichen Lebensraum im Philippinengraben verscheucht und radioaktiv verseucht wurde.
Während John auf der Suche nach einem verschollenen Schiff ist, gehen Lesley und Pete weiteren Spuren an der Westküste der USA nach. Hilfssheriff Nash zeigt ihnen am Strand Spuren, die auf die Anwesenheit des Kraken in Küstennähe hindeuten. John wird zurückgerufen und die Marine versucht die Pazifikküste zu schützen. Der Krake kann jedoch die Sperre durchbrechen und beginnt Teile der Stadt San Francisco und die Golden Gate Bridge zu zerstören. Die einzige Möglichkeit bietet ein spezieller Torpedo, der durch das U-Boot von Pete abgefeuert werden könnte.

## Kritiken
„Ein trivialer Science-Fiction-Film mit für die Entstehungszeit imponierenden Spezialeffekten von Ray Harryhausen.“

## Hintergrund
- Als Produzent Charles H. Schneer Panik in New York sah, wollte er unbedingt mit Ray Harryhausen einen ähnlichen Monsterfilm für die Columbia drehen. Es war der Beginn einer langjährigen Zusammenarbeit zwischen Harryhausen, Schneer und der Columbia.
- Aus Kostengründen hatte der Riesenkraken nur sechs Arme, was aber nicht auffiel, da das Tier meistens unter Wasser war. Für die Golden Gate Bridge erhielt man keine Drehgenehmigung. Die Außenaufnahmen mussten heimlich gedreht werden.
- Der Film kam nie in deutsche Kinos. Erstmals wurde er 1995 auf Super RTL gezeigt. Der ursprünglich in schwarzweiß gedrehte Streifen wurde 2006 für eine britische DVD-Veröffentlichung mit modernsten Mitteln koloriert, die DVD enthält die deutsche TV-Synchronisation.